# 몬테네그로 공화국 (1992년~2006년)

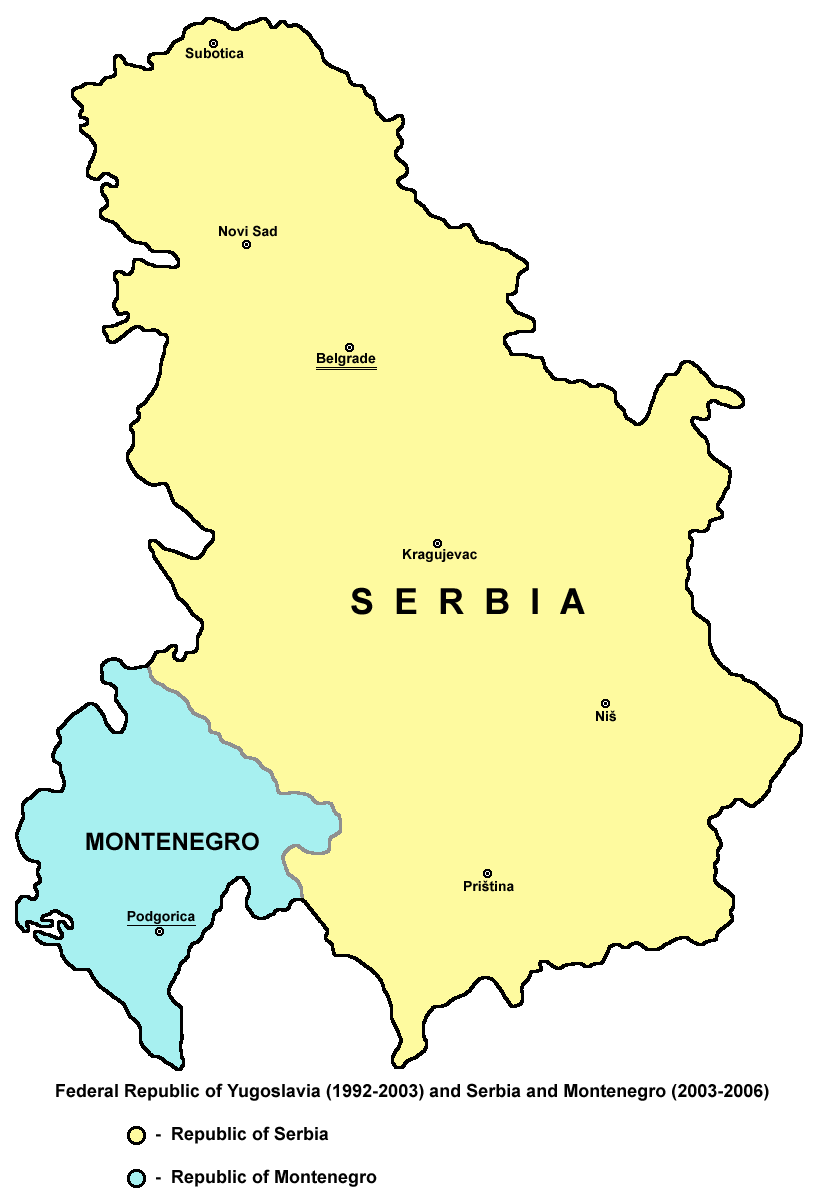

몬테네그로 공화국의 국기 (2004~2006년)

몬테네그로 공화국의 국기 (1993~2004년)

몬테네그로 공화국의 국장 (1993~2004년)

몬테네그로 공화국의 국장 (2004~2006년)

몬테네그로 공화국은 유고슬라비아 연방 공화국의 일부를 이루고 있었던 자치 공화국이다. 1992년부터 2006년까지 존속하였으며, 2003년엔 세르비아 몬테네그로의 일부로 존재했고, 2006년엔 몬테네그로로 완전히 독립했다.

## 역사
몬테네그로는 로마 제국, 비잔틴 제국, 오스만 제국, 세르비아 왕국, 유고슬라비아 왕국, 유고슬라비아 사회주의 연방 공화국을 거쳐 1992년에 세르비아 공화국과 함께 유고슬라비아 연방 공화국을 조성하였다. 이후 세르비아 몬테네그로를 거쳐, 2006년 5월에 있었던 독립 국민투표가 실행되었을 때, 2006년 6월에 정식으로 독립하였다.

## 행정 구역
포드고리차가 수도였다.

## 종교
국민의 다수가 몬테네그로 정교회 신자였고, 로마 가톨릭교회, 이슬람교 등의 종교도 있었다.

## 주민
몬테네그로인이 다수였으며, 세르비아인, 알바니아인, 보스니아인, 크로아티아인 등의 소수 민족도 존재하였다.

## 같이 보기
- 유고슬라비아 전쟁